# Pitirim (Oknow)
Pitirim, imię świeckie Pawieł Wasiliewicz Oknow (ur. 16 czerwca?/28 czerwca 1858 w Kokenguzen, zm. 25 marca 1919 w Nowoczerkasku) – rosyjski biskup prawosławny. 

## Życiorys
Urodził się w rodzinie kapłana prawosławnego służącego na terytorium współczesnej Łotwy. Ukończył gimnazjum w Rydze w 1879, zaś w 1883 akademię duchowną w Kijowie. Po zakończeniu studiów został wykładowcą seminarium duchownego w tym samym mieście i złożył śluby monastyczne. W 1887 został wyznaczony na inspektora seminarium duchownego w Stawropolu, którego rektorem został trzy lata później. Od 8 kwietnia 1891 archimandryta, zaś od 17 stycznia 1894 rektor akademii duchownej w Petersburgu. 
Kolejno sprawował godności biskupa nowogrodzko-siewierskiego, wikariusza eparchii czernihowskiej (17 lipca 1894 – 1896), tulskiego i bielowskiego (do 1904), kurskiego i biełgorodzkiego (do 1904), kurskiego i obojańskiego (do 1905). W Kursku był honorowym przewodniczącym oddziału Związku Narodu Rosyjskiego. 6 maja 1909 podniesiony do godności arcybiskupiej. Awans w hierarchii duchownej zawdzięczał protekcji Władimira Sablera, który jednak w 1911, jako oberprokurator Świątobliwego Synodu Rządzącego, zdecydował się odwołać go z katedry kurskiej z powodu zaniedbania porządku w czasie jednej z uroczystości kościelnych. W latach 1911–1913 arcybiskup władykaukaski i mozdocki, 1913–1914 – samarski, w latach 1914–1915 egzarcha Gruzji. Od 23 listopada 1915 metropolita petersburski i ładoski.
Objęcie katedry egzarchy Gruzji zawdzięczał protekcji Rasputina, który najprawdopodobniej zwrócił na niego uwagę z powodu faktu, iż Pitirim był oskarżany o homoseksualizm, nawiązywanie romansów z młodszymi od siebie mnichami oraz wspieranie sekty chłystów. Bezgranicznie ufająca Rasputinowi caryca Aleksandra Fiodorowna pragnęła doprowadzić do sytuacji, w której najwyższe godności Rosyjskiego Kościoła Prawosławnego obejmą ludzie uważający go, podobnie jak ona, za świętego starca. Dlatego w 1914 skłoniła cara Mikołaja II do poparcia kandydatury Pitirima na egzarchę Gruzji mimo przeciwnej opinii Świątobliwego Synodu Rządzącego, motywowanej faktem, iż już w eparchiach tulskiej i kurskiej hierarcha prowadził gorszący tryb życia. W podobnych okolicznościach, posiadając dodatkowo rekomendację carskiego namiestnika Kaukazu hr. Iłłariona Woroncowa-Daszkowa metropolita Pitirim objął w 1915 katedrę petersburską; zajął na niej miejsce metropolity Włodzimierza (Bogojawleńskiego), otwartego krytyka Rasputina.
W 1917, po rewolucji lutowej, zmuszony do ustąpienia z urzędu z powodu wcześniejszych kontaktów z Rasputinem oraz z powodu homoseksualizmu. W czasie rosyjskiej wojny domowej otwarcie popierał działalność gen. Denikina. Zmarł 25 marca 1919 w Nowoczerkasku.